# Ґебеле
Ґебеле або Габала (азерб. Qəbələ; раніше Куткашен, до 11.08.1991 — Габела) — місто в Азербайджані; центр Габалинського району.
До 1973 року місто було селищем. Населення — 13,0 тис. жителів (2013).

## Географія
Місто розташоване в нижній частині ущелин гір Базар-Юрт і Туфан, у передгір'ях Великого Кавказу, на правому березі річки Дамирапаранчай, на відстані 15 км у напрямку північного сходу від древнього міста Кабала, 63 км в тому ж напрямку від залізничної станції Ляки (на лінії Баку — Тбілісі).

## Історія
Із середини XVIII — кінця XVIII ст. Куткашен був центром Куткашинського султанату. Пізніше — центр Куткашинського магалу у складі Шекінського ханства.
У початку XIX століття Східне Закавказзя стало частиною Російської імперії.
Один з документальних матеріалів початку XIX ст. «Опис Шекінської провінції, складений 1819 року, за вказівкою в Грузії генерала Єрмолова, генерал-майором Ахвердовим і статським радником Могилевським», повідомляє про татарське (азербайджанське) село Куткашинь Куткашинського магалу, котре було під керівництвом родового беку Ахмата-Султана.
11 серпня 1991 року Куткашен перейменували на Габалу.

## Населення
У зведенні статистичних даних про населення Закавказького краю 1886 року згадується Куткашинъ Нухинського повіту, населення назване як татари (азербайджанці) і становить 2154 людей.
Дані Азербайджанського сільськогосподарського перепису 1921 року зафіксували в Куткашиному 407 дворів з населенням 1839 людей, переважно — тюрками-азербайджанцями (тобто азербайджанцями), населення складалося з 1002 чоловіків та 837 жінок.
Згідно з всесоюзним переписом населення 1989 року, у Габалі проживало 13 190 людей.
| Рік  | Населення |
| ---- | --------- |
| 1959 | 4 194     |
| 1989 | 13 190    |
| 2009 | 12 415    |

## Клімат
Клімат у місті помірно теплий. Середня річна температура в Габалі становить 11,6 °C. А середня норма опадів на рік — 666 мм. Найсухішим і найхолоднішим місяцем є січень (близько 0,0 °C.); значна частина опадів випадає у травні. Найтепліший місяць року — липень, середня температура якого — 23,3 °C.

## Економіка

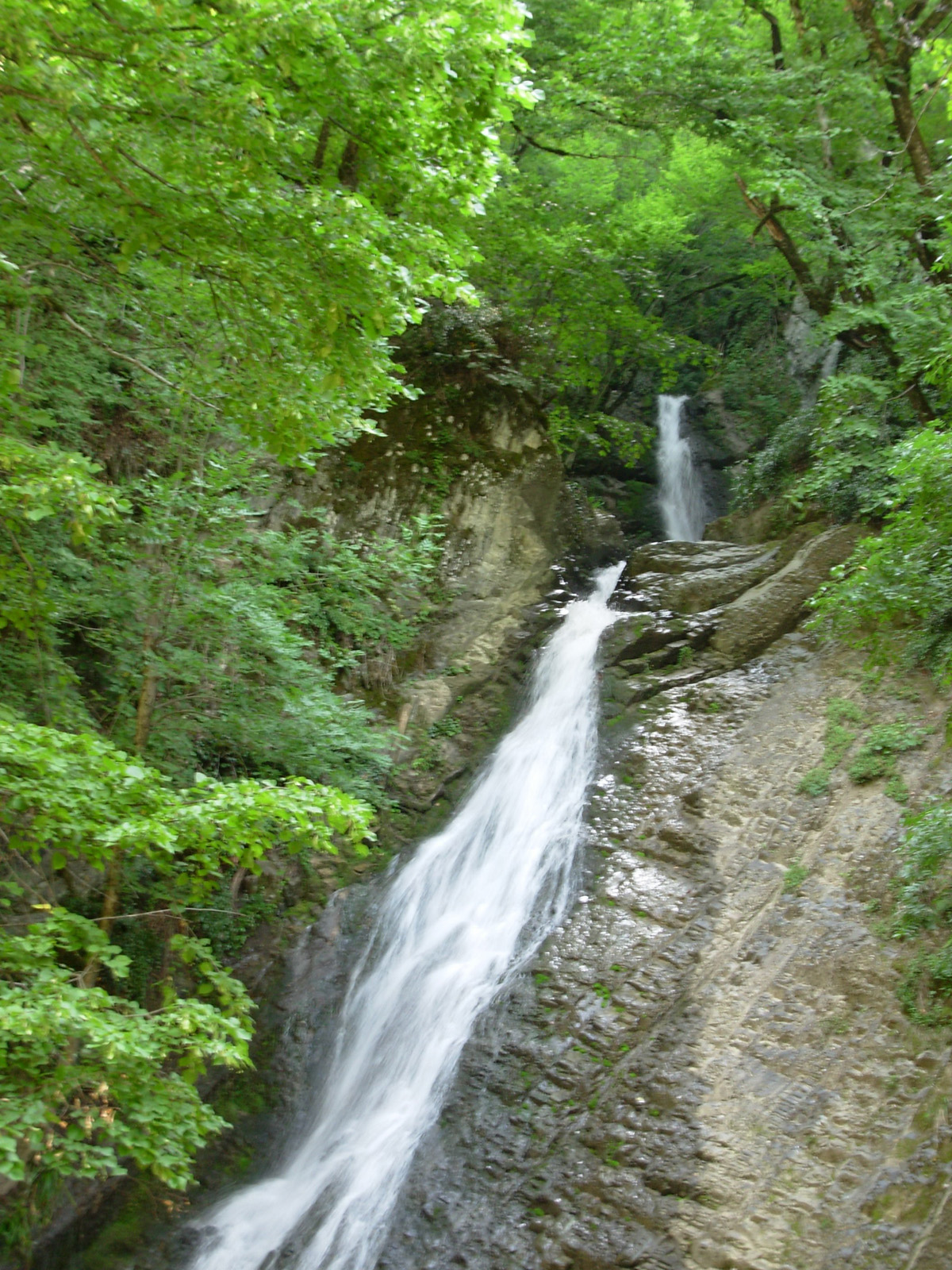

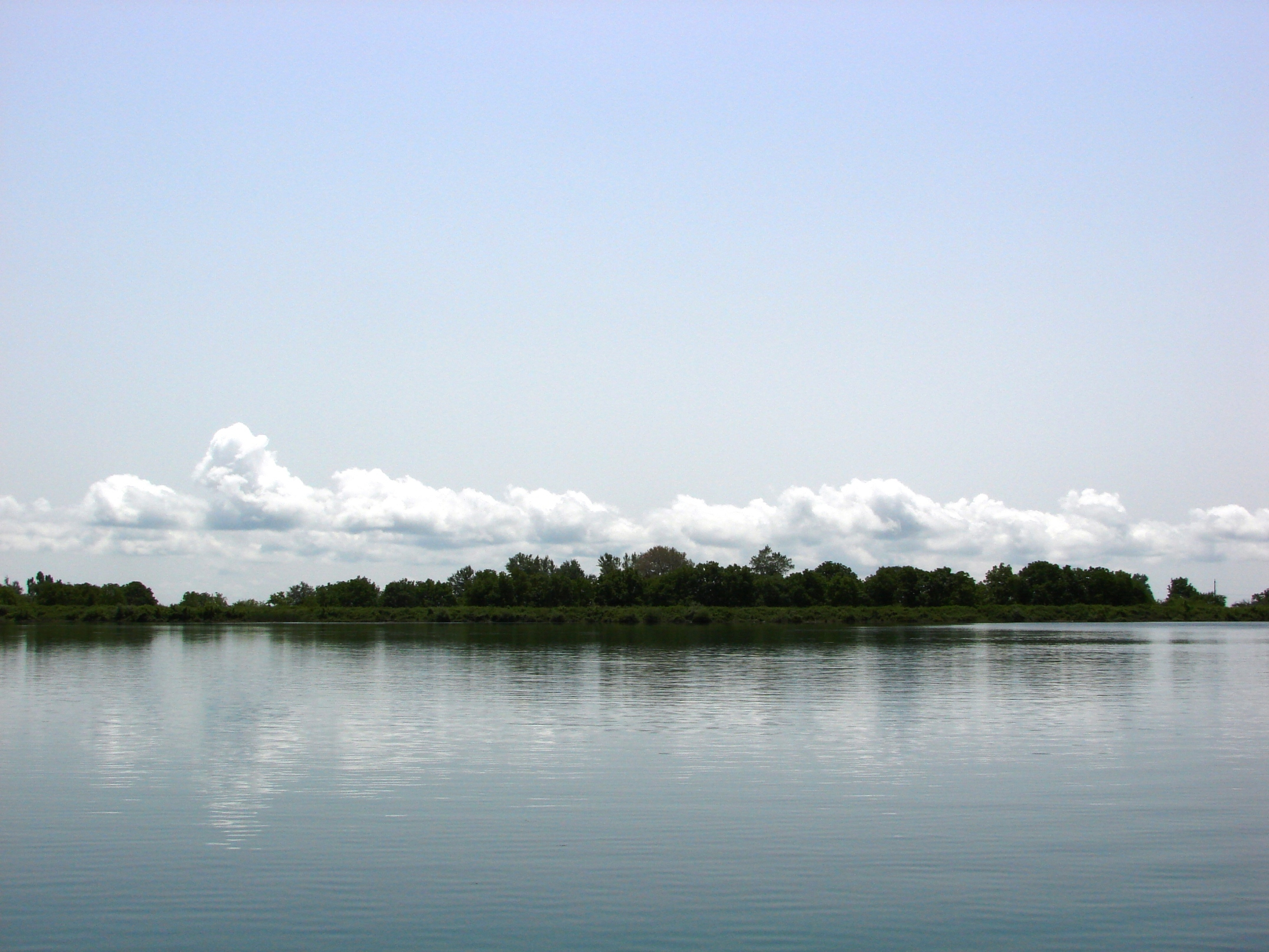

У місті розташовані консервний завод «Gilan», а також цементний та тютюново-ферментаційний заводи. У 2010 році здали в експлуатацію фабрику з виробництва фортепіано голландської марки «Beltmann».

### Туризм
На околиці міста Габала розташована зона відпочинку «Ай ішіги». Екскурсійно-туристична служба «Гірнича турбаза» організовує дозвілля в лісах, екскурсії, полювання й риболовлю. Зона відпочинку «Сахіл» перебуває на березі озера Нохур, на відстані 5 км від шосе Габала — Баку (площа — 1,5 га). Туристи можуть здійснювати походи до водоспадів, у ліс, до історичних пам'яток.

#### Музичний фестиваль
З 2009 року щоліта тут проводиться музичний фестиваль. Фестиваль функціонує завдяки підтримці Фонду Гейдара Алієва. Ініціаторами проведення фестивалю є ректор Бакинскої Музичної Академії Фархад Бадалбейлі й диригент Дмитро Яблонський. Виступи музикантів проходять просто неба. У фестивалі беруть участь разом з музикантами з республік колишнього СРСР також музиканти з Європи, США й Ізраїлю. 2010 року на відкритті фестивалю була присутня генеральний директор ЮНЕСКО Ірина Бокова.

### Радіолокаційна станція
Недалеко розташована Габалинська РЛС, яку до цього орендувала Росія для використання як радар російської системи попередження щодо ракетного нападу. Наприкінці 2013 року РЛС припинила свою роботу.

## Транспорт
18 листопада 2011 року був відкритий міжнародний аеропорт Габала, пристосований для прийому всіх типів повітряних суден, станом на 2023 рік регулярні рейси з якого відсутні.

## Спорт
У місті представлений професійний футбольний клуб «Габала», котрий виступає у прем'єр-лізі чемпіонату Азербайджану. Клуб заснований 1995 року. У сезоні 2013/2014 клуб завоював бронзові медалі чемпіонату Азербайджану під керівництвом відомого російського тренера Юрія Сьомина; влітку 2014 року дебютував у Лізі Європи вже під керуванням Дорінели Мунтяну.
У вересні 2012 року введений в експлуатацію новий спортивний стрілецький комплекс, що відповідає всім міжнародним стандартам.
2014 року в Габалі був відкритий гірськолижний комплекс «Туфан».

## Події
2013 року Габалу оголосили культурною столицею СНД.

## Видатні місця
- Оборонна вежа IX—XI ст.[12]
- Мавзолей Імам-Баба XVIII—XIX ст.
- Мечеть Джума XVIII ст.
- Історико-краєзнавчий музей.
- Народний театр.
- Габалинський археологічний центр[13]

Фотографії
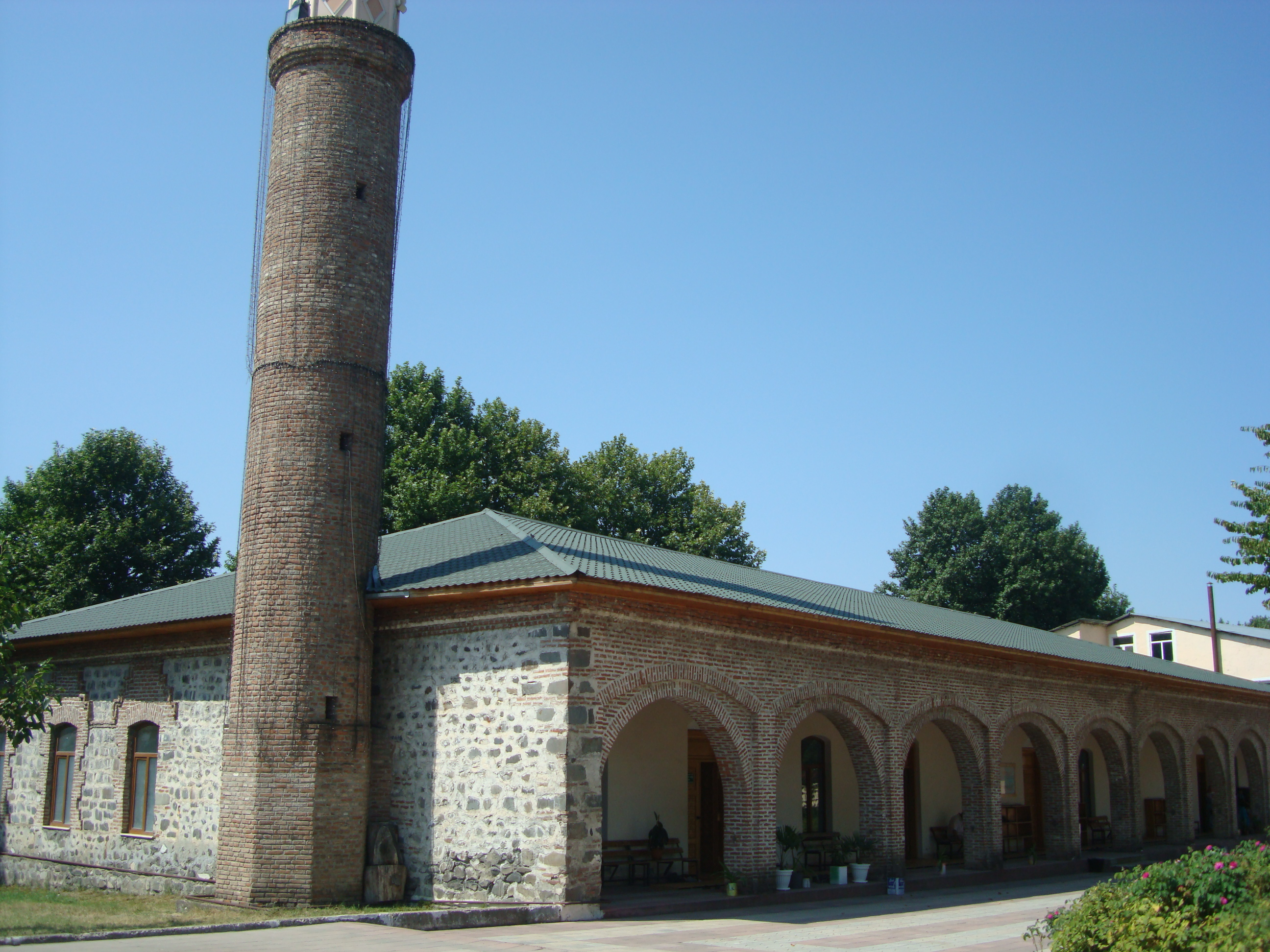
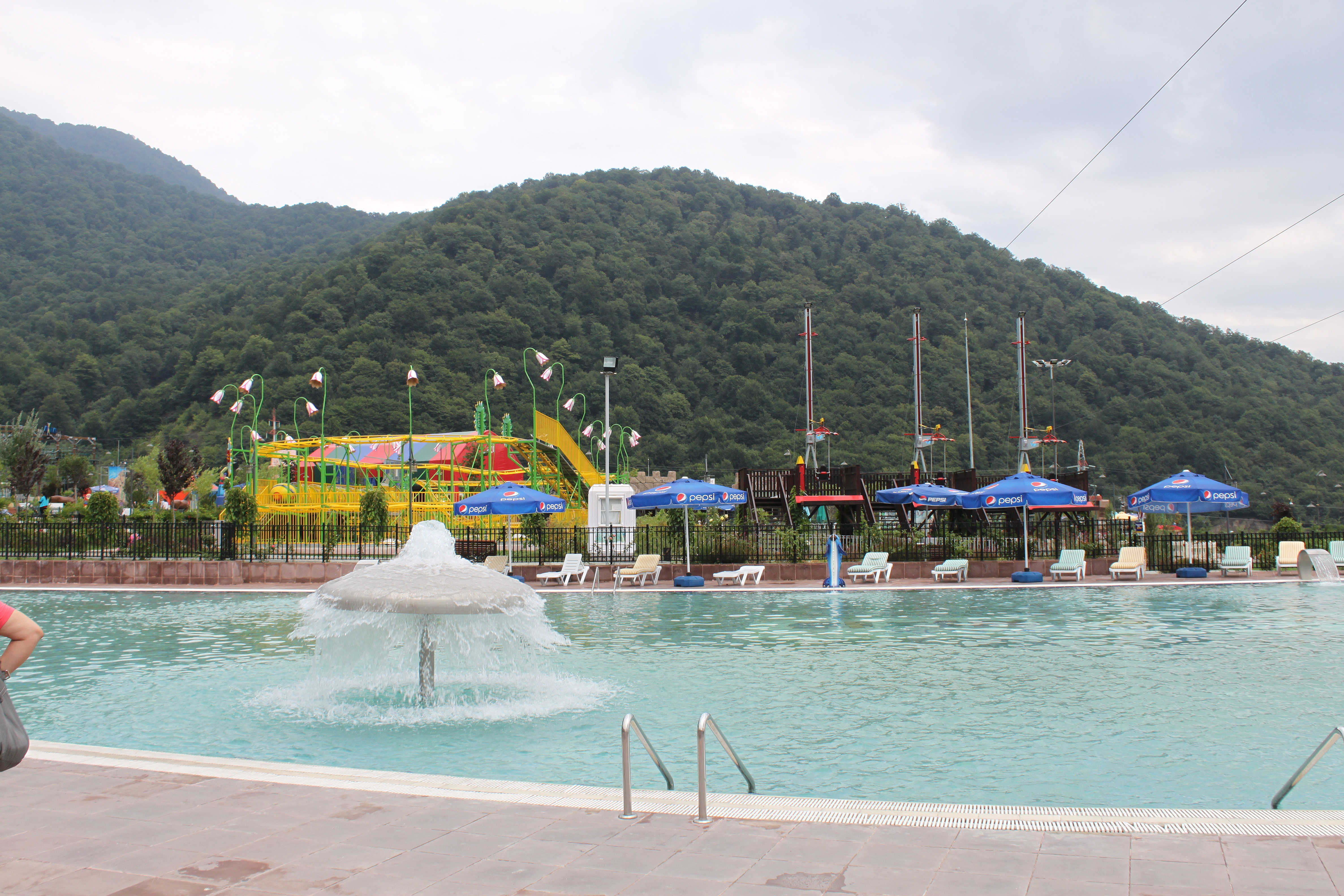
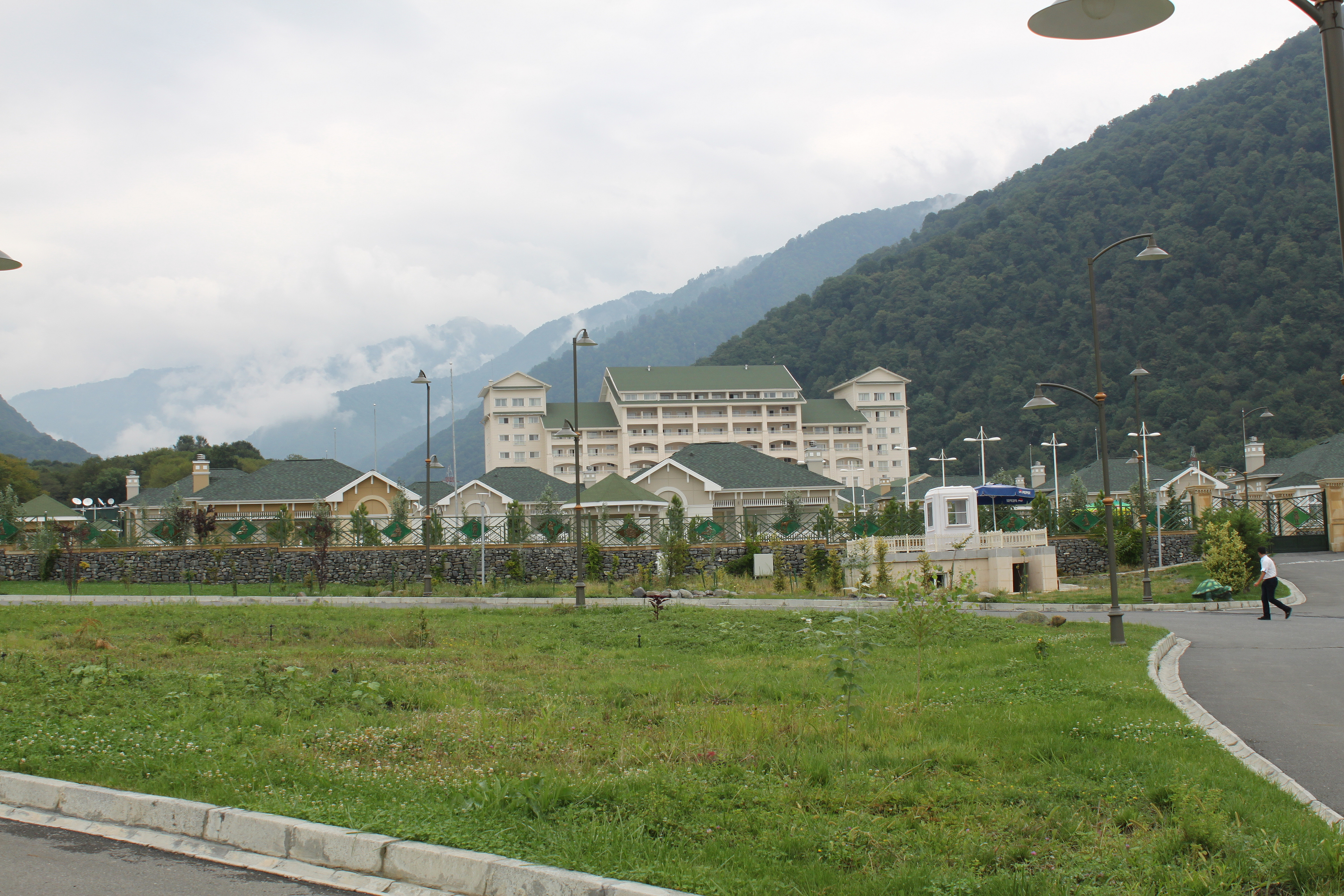
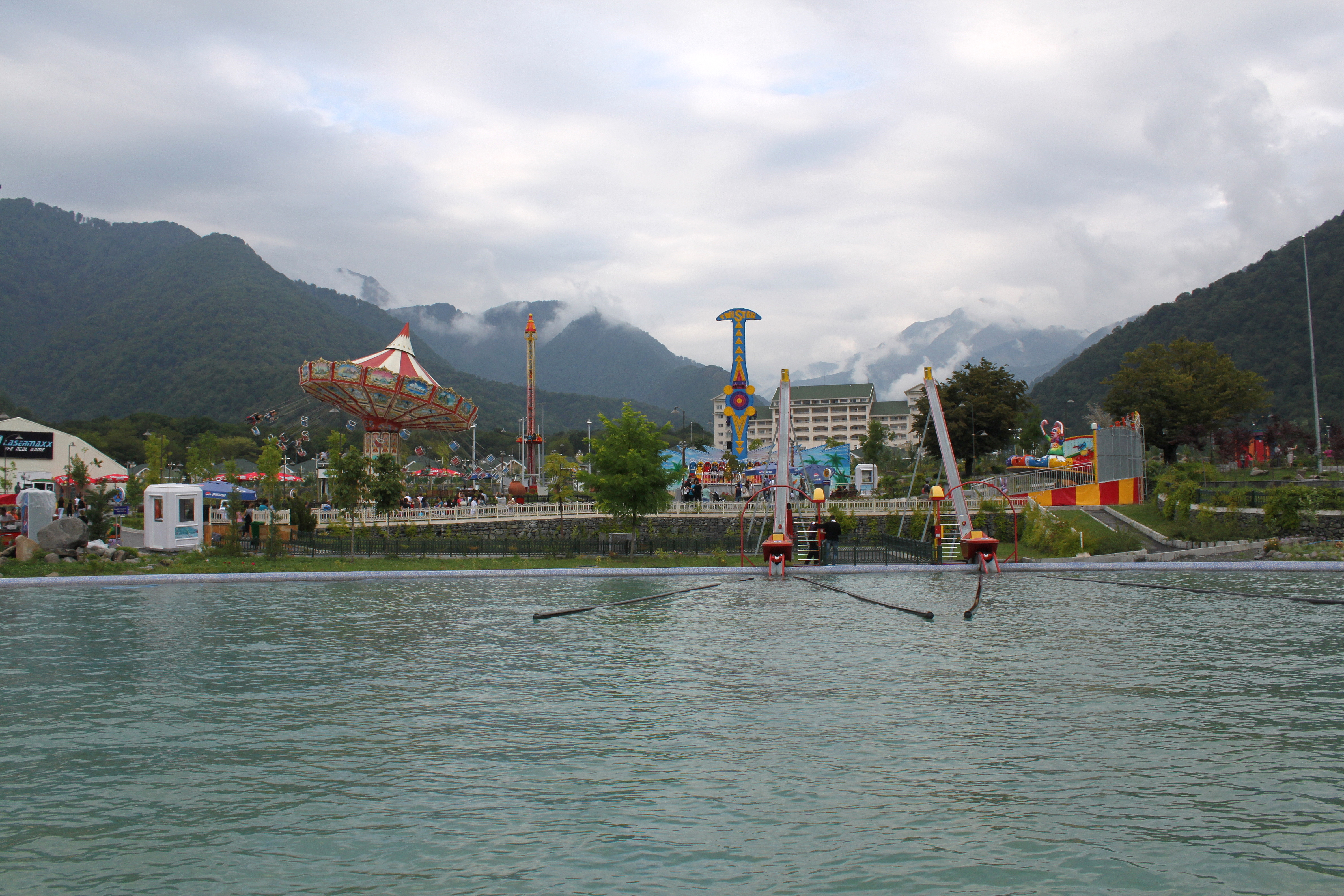
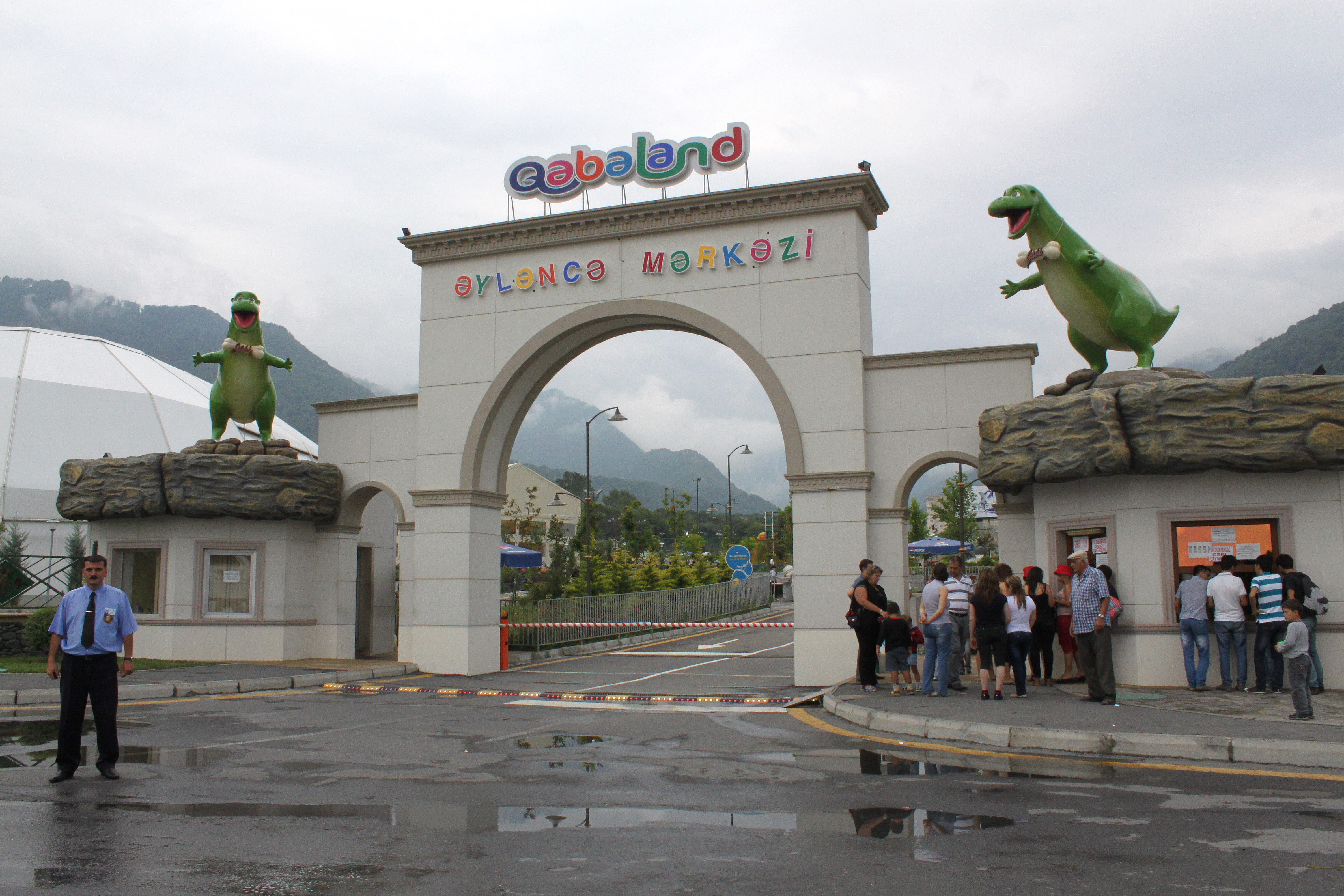
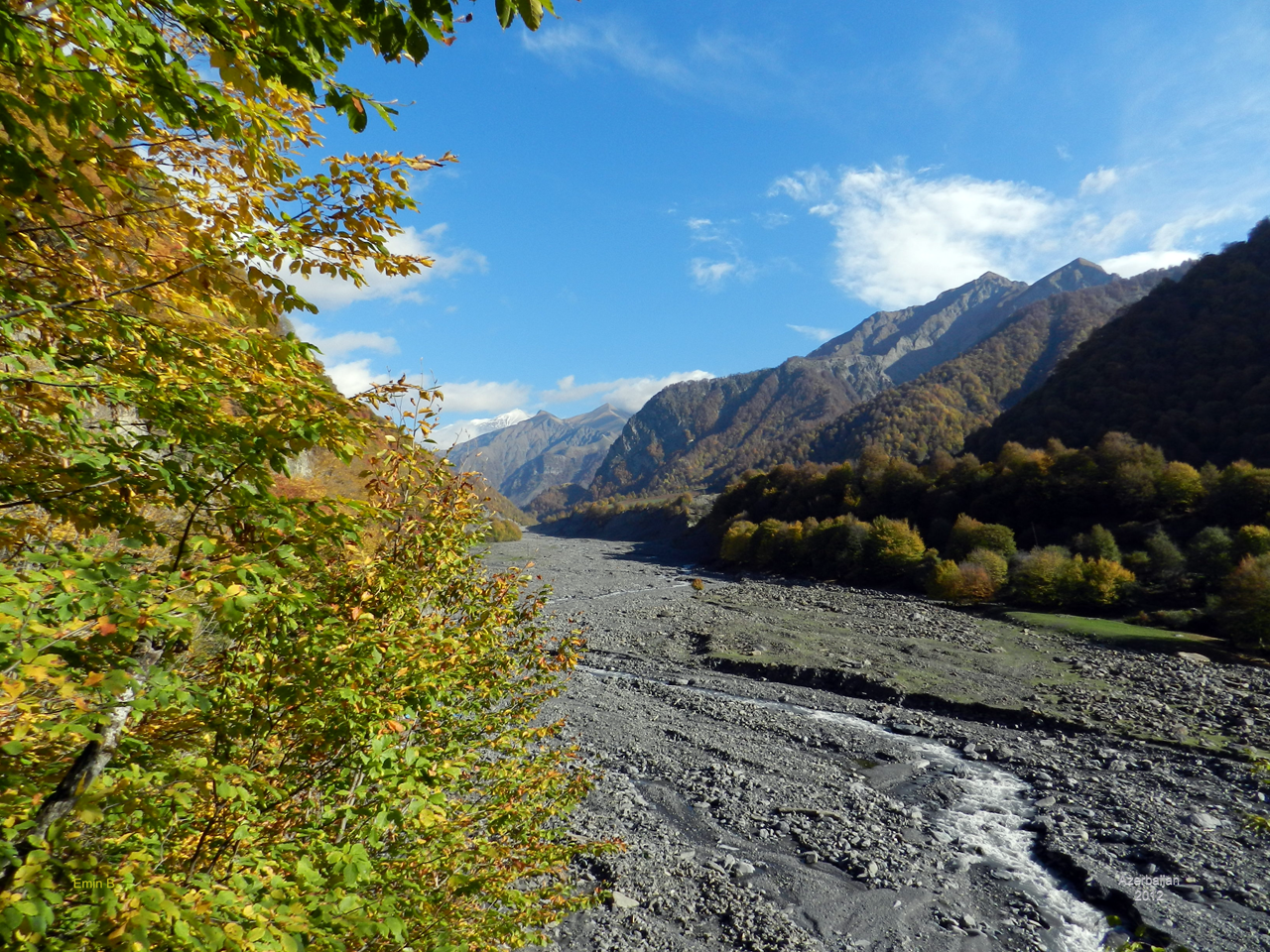

### Топографічні карти
- Аркуш карти K-38-XXX. Масштаб: 1 : 200 000. (рос.) Зазначити дату випуску/стану місцевості. (на карті — Куткашен)